# 奧斯汀·米多斯
奧斯汀·韋德·米多斯（英語：Austin Wade Meadows，1995年5月3日—），為美國職棒大聯盟的外野手，目前為自由球員。他先前曾效力過海盜、光芒與老虎等隊。

## 職業生涯

### 匹茲堡海盜
2013年美國職棒大聯盟選秀，海盜隊在第一輪第9順位選進米多斯。他在三週後與海盜簽下合約。
2013年開始，米多斯開啟他的職棒生涯。2014年，他因為繩肌拉傷而僅出賽38場比賽。2016年春訓，他因為右眼眼眶骨受傷而導致他出賽場次減少。2017年，球隊再次邀請他參加春訓，並在球季結束後將他加入40人名單中。
2018年5月18日，米多斯升上大聯盟。他在初登場就敲出大聯盟首安和首盜。5月20日，他敲出大聯盟首轟。他在5月繳出4成09打擊率，外帶7分打點與3次盜壘的成績，拿下國聯單月表現最佳新人獎。

### 坦帕灣光芒
2018年7月31日，海盜將米多斯、泰勒·格拉斯諾還有一名日後指定球員（沙恩·巴茲）交易至光芒，換來先發投手克理斯·亞契，而米多斯也被下放到3A。他在9月19日達成光芒隊的初登場。他在光芒隊出賽10場比賽，打擊率為2成50，並敲出1轟與4分打點。合計整年他的打擊率為2成87，並敲出6轟與17分打點。
2019年，米多斯首度入選明星賽。該年他的打擊率2成91為全隊最高，外帶33轟與89分打點。
2020年7月16日，米多斯確診COVID-19。整季他的打擊率僅2成05。2021年，他的滾飛比只有0.54，為大聯盟墊底。整季他的打擊率為2成34，並敲出27轟與106分打點。

### 底特律老虎
2022年4月4日，光芒將米多斯交易到老虎，換來伊薩克·帕瑞迪斯和2022年的B輪平衡選秀權。不過他開季就因為眩暈和確診後遺症進入傷兵名單，痊癒後又遭逢阿基里斯腱斷裂。整季他的打擊率為2成50，沒有敲出全壘打。
2022年11月8日，米多斯與老虎簽下一年430萬美元的合約。2023年4月8日，米多斯因為壓力問題再度進傷兵。9月9日，球隊宣布米多斯球季報銷。11月17日，球隊不與他續約，米多斯成為自由球員。

## 個人生活
米多斯從小就是亞特蘭大勇士的球迷。他的母親以前曾是喬治亞州立大學女壘隊的成員，而他父親曾在大學打過棒球和美式足球。他的弟弟Parker在2018年選秀會上被老虎隊在第二輪選走。

## 外部連結
- 球員資訊和成績在MLB，ESPN，Baseball-Reference，Fangraphs（英文）
- 奧斯汀·米多斯的X（前Twitter）
- 奧斯汀·米多斯的Instagram帳戶